# Csizmadia Norbert
Csizmadia Norbert (Szeged, 1975. február 6. –) geográfus. Tématerületei a gazdaságstratégia, a geostratégia, terület- és városfejlesztés, geoökonómia, valamint geopolitika. 2012. január 10-i hatállyal a Nemzetgazdasági Minisztérium tervezéskoordinációért felelős államtitkárává nevezték ki, majd 2013 márciusától a Magyar Nemzeti Bank ügyvezető igazgatójává lépett elő. 2016 óta a Pallas Athéné Innovációs és Geopolitikai Alapítvány, majd pedig jogutódjának elnöke és a Hungarian Geopolitics (HUG) főszerkesztője. A Magyar Földrajzi Társaság Geopolitikai Szakosztálynak társelnöke.

## Végzettség, szakmai pálya
- A Szegedi Tudományegyetem – település és területfejlesztő geográfus szakán szerzett diplomát 1999-ben, majd a Pécsi Tudományegyetem turizmusfejlesztő geográfus szakán 2001-ben.
- 2000-2002 között a Gazdasági Minisztériumban a Regionális Gazdaságfejlesztési Helyettes Államtitkár szakmai titkára. Részt vett a Széchenyi Terv kidolgozásában, és a tíz éves gazdaságfejlesztési programok szakmai előkészítésében, koordinálásában.
- 2002-2004 között ír uniós szakértők mellett dolgozott regionális politika témakörben.
- 2004-től az Európai Bizottság magyarországi székhelyén induló Team Europe szakértői tagja – regionális politika témakörben.
- 2005 őszén induló Gazdasági Konzultáció titkára. A Jövőkép vitairat társszerzője és koordinátora. Az Új Széchenyi Terv kidolgozásának főkoordinátora.
- 2007-2010 között városfejlesztő geográfusként dolgozott kulturális és fenntartható városfejlesztési projektekben.
- 2009-ben a Jövőkép „75-ök vitairata” tanulmány egyik szerzője és koordinátora.
- 2010 júniusától a Nemzetgazdasági Minisztérium Miniszteri Kabinet Stratégia Műhely vezetője.
- 2011 szeptembertől a Nemzetgazdasági Minisztérium Helyettes Államtitkára.
- Orbán Viktor Miniszterelnök javaslatára a köztársasági elnök 2012. január 10-i hatállyal a Nemzetgazdasági Minisztérium Tervezéskoordinációért felelős Államtitkárává nevezte ki, felváltva az addig betöltött helyettes államtitkári tisztségéből. Ezt a posztját 2013 február végéig töltötte be.
- 2013-2016 között a Magyar Nemzeti Bank gazdaságstratégiáért és tervezésért felelős ügyvezető igazgatója.
- 2016 óta a Pallas Athéné Innovációs és Geopolitikai Alapítvány kuratóriumának elnöke és a Hungarian Geopolitics (HUG) főszerkesztője.
- A Fudan Egyetem – „Belt and Road and Global Governance” – Nemzetközi Tanácsadó Testület tagja.
- A kecskeméti Neumann János Egyetem Konzisztóriumi elnöke, 2020 augusztusától a Neumann János Egyetem Alapítvány Kuratóriumi elnöke.
- Doktori fokozatát 2020-ban a Pécsi Tudományegyetemen szerezte meg.

## Tudományos munkássága
- Geopillanat: A 21. század megismerésének térképe (2017)
- Geofusion: Mapping of the 21st Century (2019) – Lid Publishing és World Scientific Publishing
- Geofúzió - A földrajz szerepe és jelentősége a 21. századi gazdasági és geopolitikai világrendben (2020)